# Preuve accablante
 (octobre 2016).

Preuve accablante (Evidence of Truth) est un téléfilm policier canadien réalisé par Jesse James Miller, diffusé le 2 mai 2016 sur M6.

## Synopsis
Renée travaille dans la police scientifique aux côtés de Kyle Ferguson, son ex compagnon et ex meilleur ami de son nouvel époux, Jack Murphy, ce qui crée un malaise entre les deux hommes. Un jour, une jeune fille est retrouvée assassinée. Peu à peu Renée soupçonne son mari mais le cache à Kyle et mène sa propre enquête en toute discrétion.

## Fiche technique
- Titre : Preuve accablante
- Titre original : Evidence of Truth
- Réalisation : Jesse James Miller
- Scénario : Roslyn Muir
- Année de production : 2015
- Société de production : Odyssey Media
- Pays d'origine :  Canada
- Durée : 90 minutes

## Distribution
- Andrea Roth (VF : Rafaèle Moutier) : Renée Murphy
- Woody Jeffreys (VF : Didier Colfs) : Jack Murphy
- Sebastian Spence (VF : Franck Dacquin) : Kyle Ferguson
- Meredith McGeachie (VF : Catherine Conet) : Morgan Knox
- Luke Camilleri (VF : Sébastien Hébrant) : Tim Watson
- Hilary Jardine : Jade Winters
- Lizzie Boys : Sage Ferguson
- Helena Marie : Bess
- Lucia Walters : Abbey Coleman

 Source et légende : version française (VF) sur RS Doublage et selon le carton de doublage télévisuel.